# Perks and Tit
Perks and Tit — живий альбом англійського гурту Deep Purple, який вийшов у 2004 році.

## Композиції
1. Burn 8:46
2. Might Just Take Your Life — 4:41
3. Lay Down, Stay Down — 4:48
4. Mistreated — 12:00
5. Smoke On The Water — 10:28
6. Keyboard Solo — 4:31

## Склад
- Девід Ковердейл — вокал
- Рітчі Блекмор — гітара
- Джон Лорд — клавішні
- Ґленн Г'юз — бас-гітара, спів
- Іан Пейс — ударні